# Maison Cortvriendt
La Maison Cortvriendt ou Atelier Cortvriendt est un immeuble de style Art nouveau réalisé en 1900 par l’architecte Léon Sneyers à Bruxelles en Belgique.
Elle est reprise sur la liste des monuments classés de Bruxelles-ville depuis le 29 janvier 1998.

## Situation
Cet immeuble est situé aux numéros 6 et 8 de la rue de Nancy à Bruxelles dans le quartier des Marolles.

## Description
L'immeuble est une construction asymétrique comptant trois travées de hauteurs différentes. Les travées de gauche et de droite comportent trois niveaux alors que la travée centrale n'en comptent que deux, donnant ainsi un effet de tours aux deux travées latérales. La travée droite était réservée à l'atelier du peintre Albert Cortvriendt.
La façade de style Art nouveau géométrique est construite en briques beiges et joints rouges avec emploi de pierres bleues et blanches en bandeaux ou aux encadrements. Les baies sont rectangulaires à l'exception de trois d'entre elles surmontées d'un arc en plein cintre. L'arc en plein cintre est reproduit en deux exemplaires dans le dessin des vitraux de l'oriel. Cette façade est surtout remarquable pour la qualité de ses ferronneries et de ses sgraffites.
Trois balcons émergent de la façade. Deux sous consoles en pierre au premier étage des deux travées de droite et un surmontant l'oriel au second étage de la travée de gauche. Les motifs géométriques et floraux en fer forgé constituant ces trois balcons sont différents bien que ressemblants.
Trois sgraffites exécutés par Adolphe Crespin ornent la façade. Le plus grand, placé entre deux pilastres au sommet de la travée droite, est une composition symétrique aux tons bruns, ocres et blancs faisant figurer des groupes de fleurs sur tige stylisées.
Les deux portes d'entrée en bois comportent dans leur partie supérieure d'originaux vitraux aux formes courbes. D'autres vitraux occupent aussi la partie supérieure de certaines baies.

## Galerie

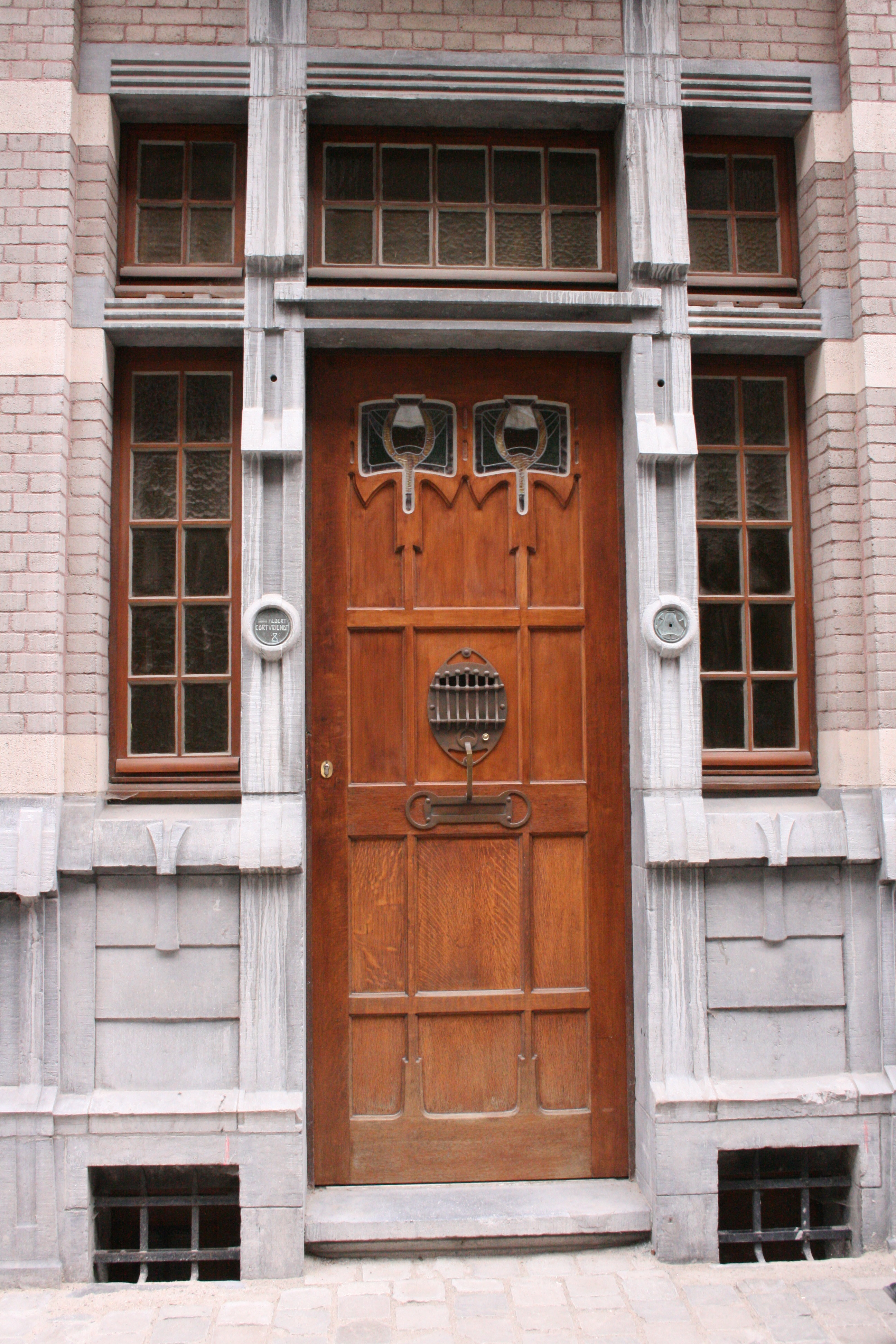
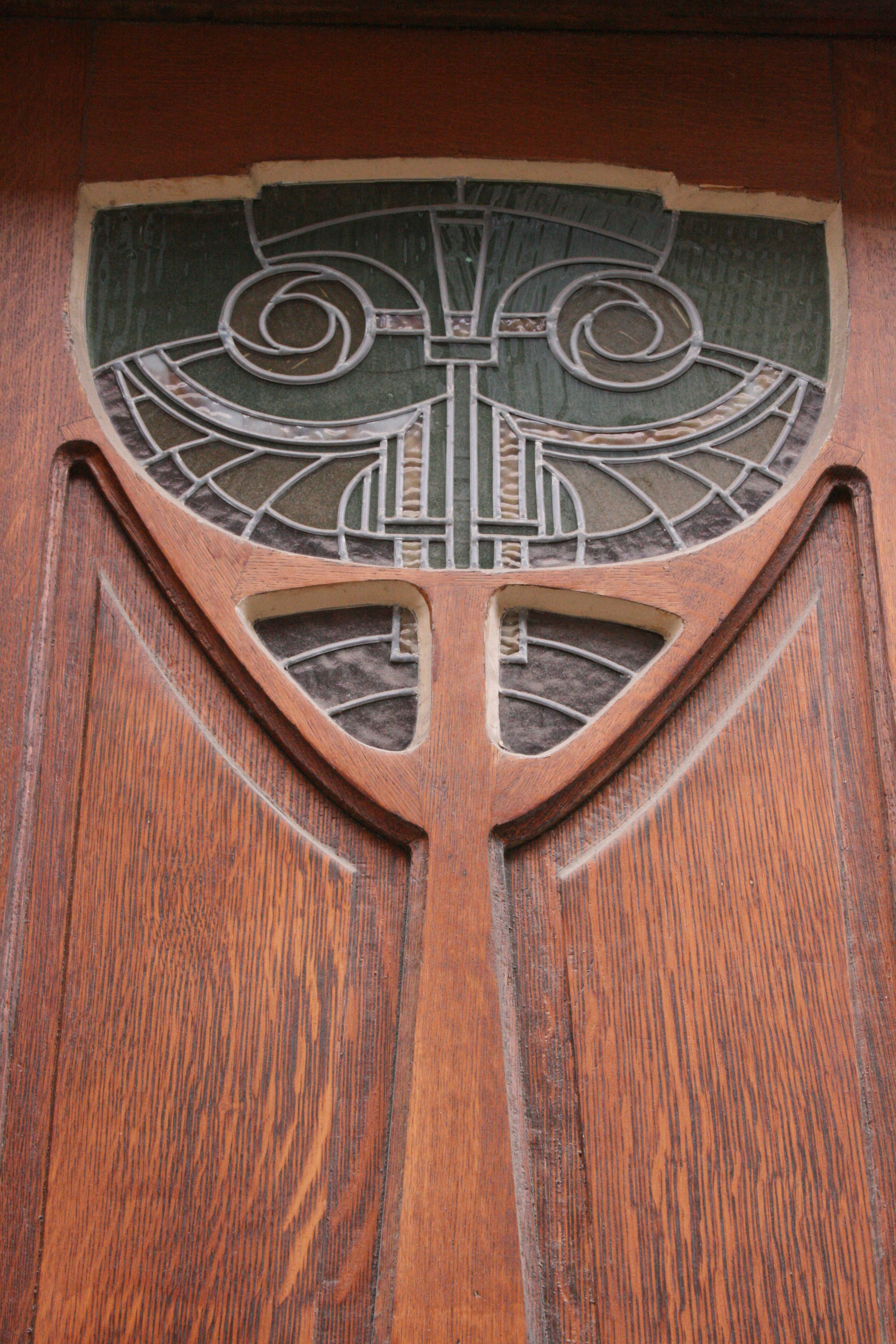
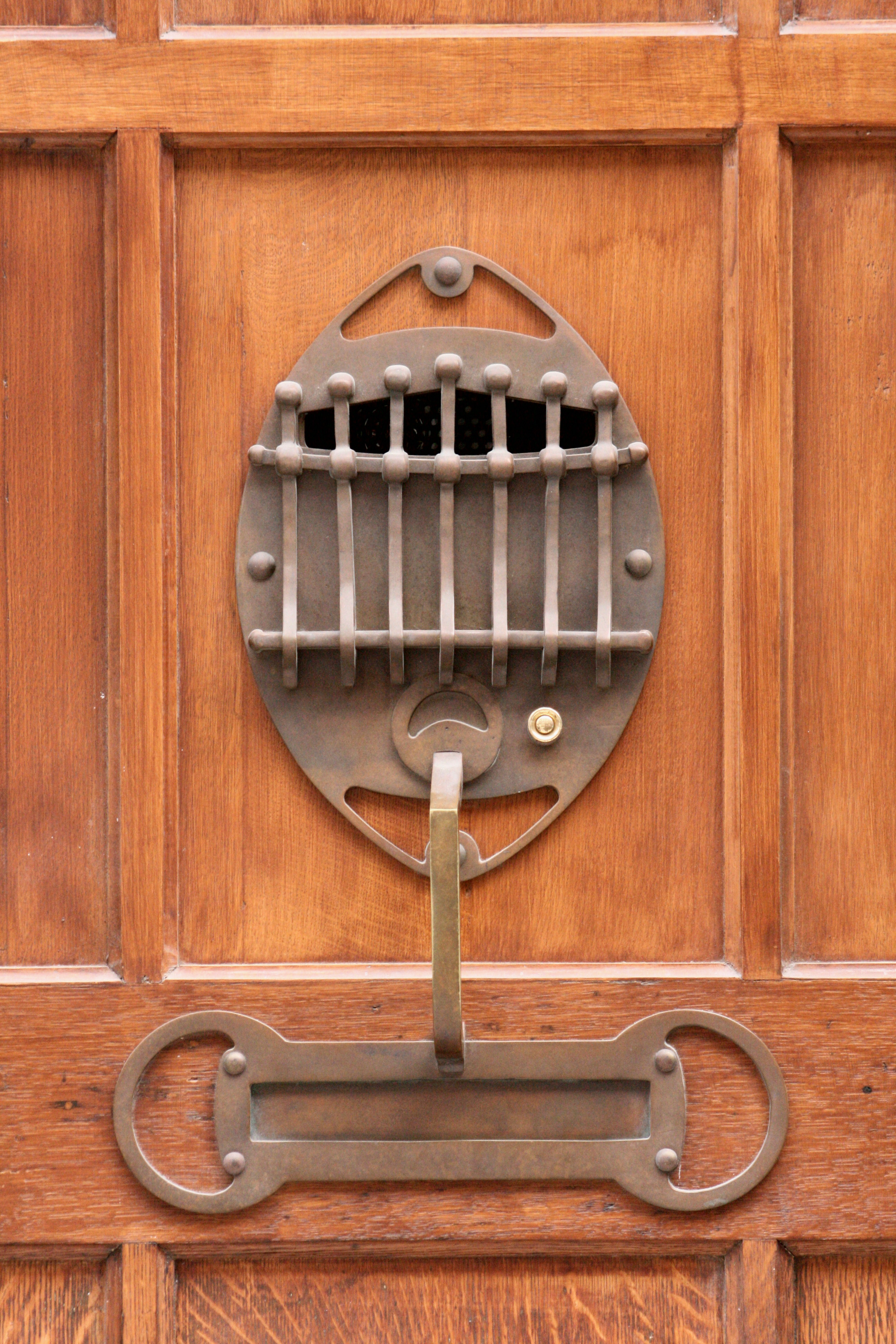
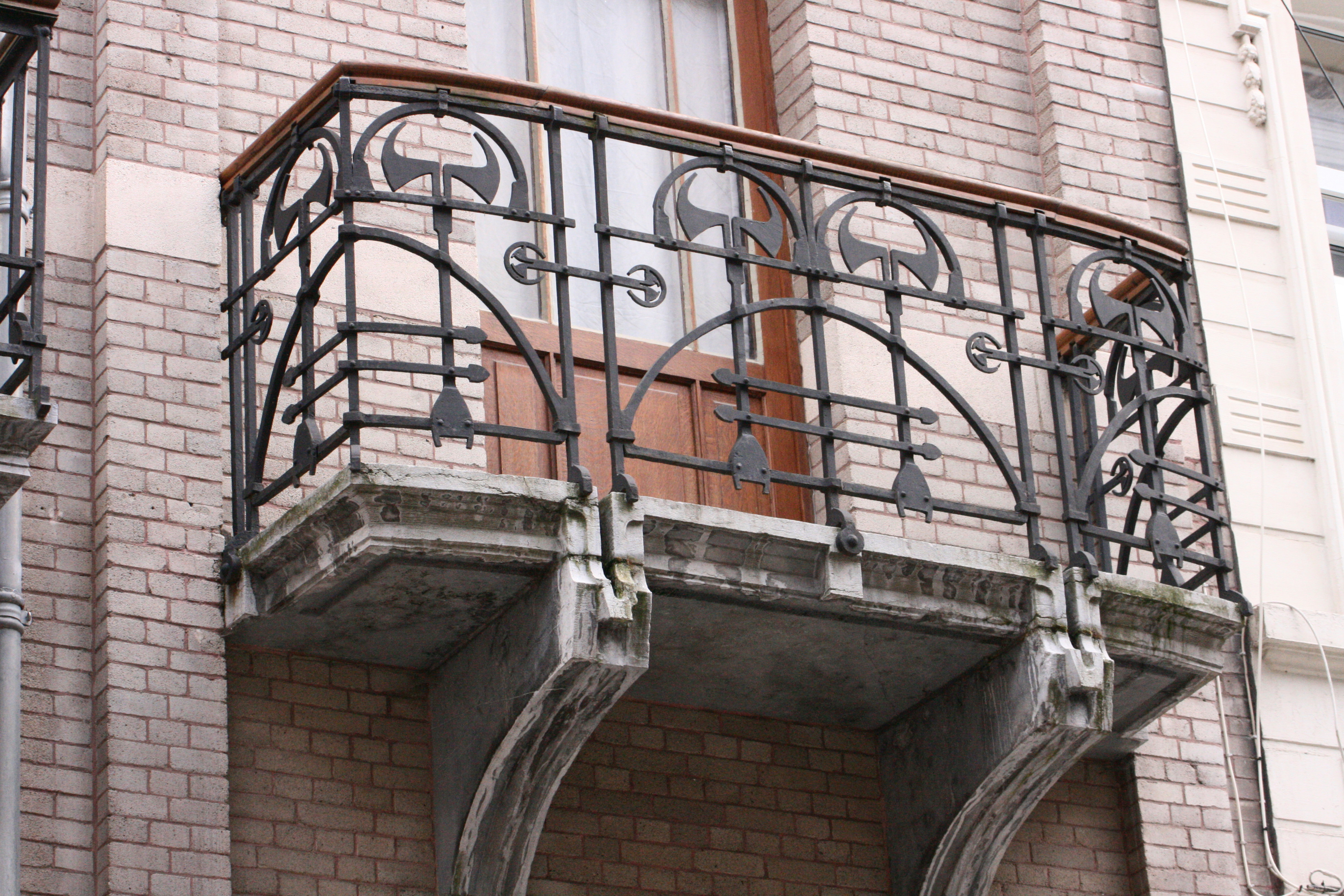
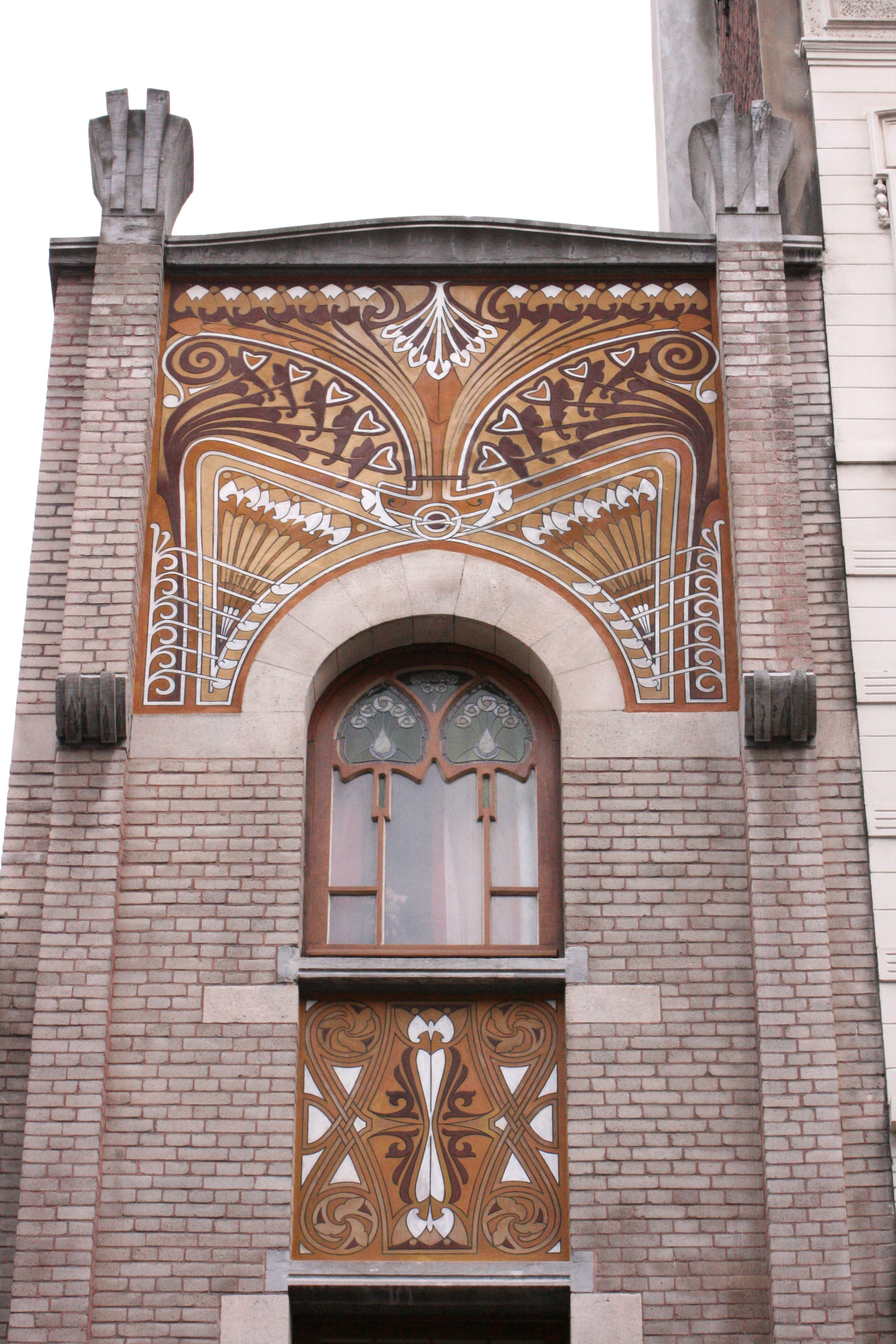
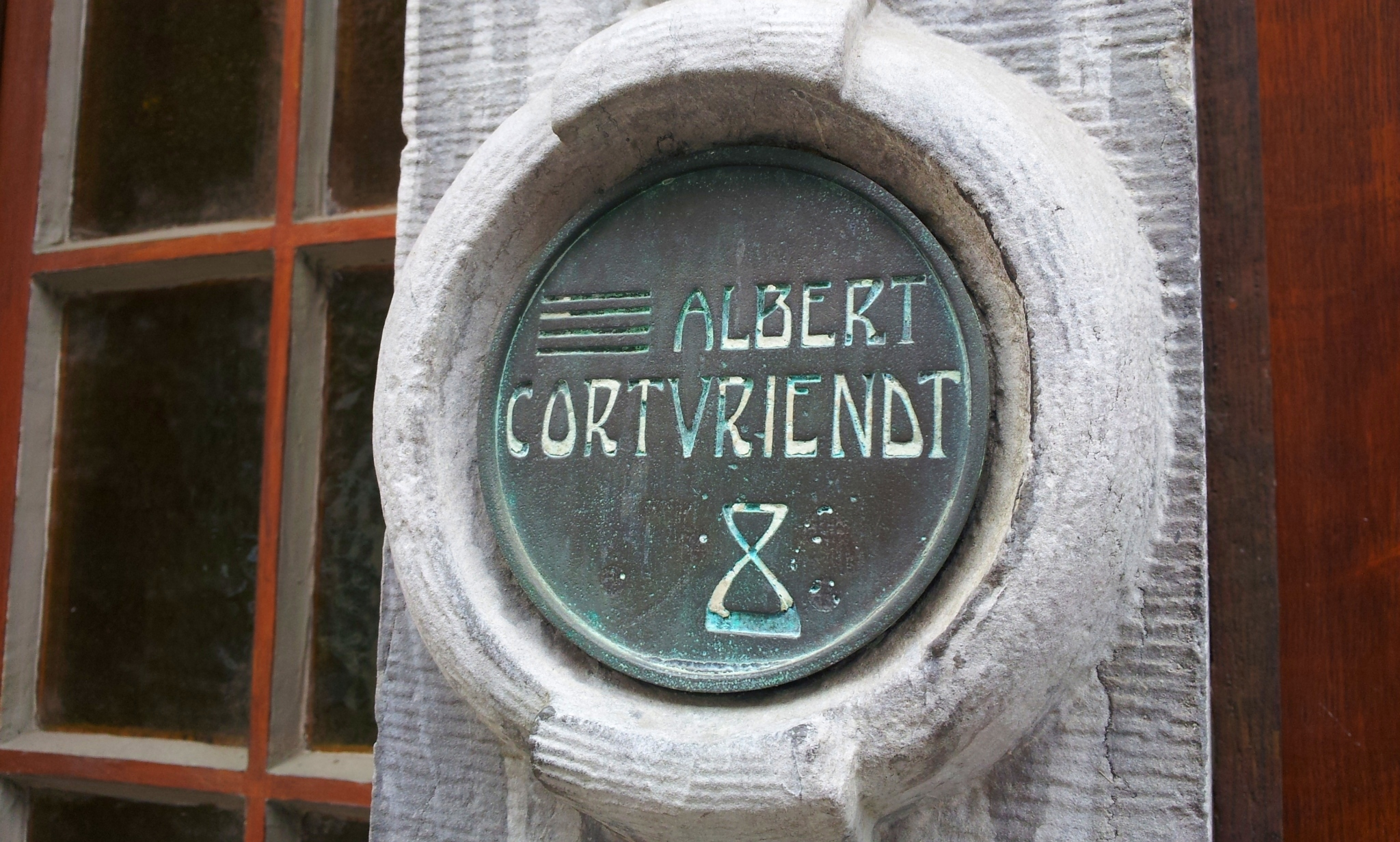

## Source
- Marie Resseler, Top 100 Art nouveau/Bruxelles, Éditions Aparté, 2010, pages 98/99.
- Paul Janssens, "Cortvriendt, maison-atelier", dans : Dictionnaire d'Histoire de Bruxelles, Bruxelles, 2013, p. 198.